# MTV (Liban)
Pour les articles homonymes, voir MTV.
Murr Television, souvent abrégé Murr TV ou sous le sigle MTV, est une chaîne de télévision privée libanaise, lancée le 7 novembre 1991. Son audience est principalement chrétienne.
Elle dirigée par Michel Murr, fils de Gabriel Murr (ne doit pas être confondu avec Michel Murr, frère de Gabriel Murr).

## Histoire
En septembre 2002, Murr TV, chaîne alors ouvertement anti-syrienne, est interdite d'émission par le pouvoir pro-syrien. 
Le 16 août 2005, le Parlement libanais a voté à l'unanimité l'amendement de la loi électorale, après quoi les droits de MTV ont été rétablis avec le public.
La chaîne reprend sa diffusion en avril 2009, avec la volonté de devenir une chaîne politiquement neutre.

## Programmation
Murr Television diffuse une variétés de programmes d'intérêts général. Les nouvelles sont retransmises par bulletins d'informations cinq fois par jour : 7:00, 8:00, 14:00, 19:50 et 24:00 (heure de Beyrouth). 
- @MTV (Programme divertissement adolescent)
- Aghani Aghani (Clip de musique arabe)
- Ahdam Shi (Émission comique, genre juste pour rire)
- Aachra aabid zghar "(lebanese tv series)"
- Baaed El Akhbar (débat télévisé politique)
- Banet Ammati ou Binti ou Ana (Comédies)
- Bimawdouiia (débat télévisé politique)
- Massa Al Hurriya (débats politiques)
- CSI: Crime Scene Investigation (Crime drama series subtitled in Arabic)
- CU&TC (Émission pour enfants)
- Ma Fi Metlo (Comedy)
- Deal or No Deal (Game show)
- Friends (Sitcom subtitled in Arabic)
- Kids News (Kids show)
- La Fea Más Bella (Telenovela dubbed in Arabic)
- Log In (Entertainment show)
- Law "(tv series)
- Mish Ghalat (Talk show)
- Mish Maaoul Gino (Magic show)
- MTV Alive (Morning Show)
- NRJ Music Videos (English music clips segment)
- NRJ Spin Mag (Entertainment news)
- Pasión de Gavilanes (Telenovela dubbed in Arabic)
- Poker After Dark (Poker tournament)
- Press Review (Newspaper readings)
- Preview (Cinema news & trailers)
- Qabel El Akhbar (Political talk show)
- Rahet Aleik (Sketch comedy show)
- Sarah (Lebanese drama series)
- Madame Carmen (Lebanese drama series- From The Series: For Adults Only)
- Scare Tactics (Reality show)
- Score (Sports show)
- Speed (Motor show)
- Sunday Mass
- Tahkik (Documentary show)
- Talk of the Town (Late-night talk show)
- WANTED: Inta Aal Khatt (Interactive game show)
- W Ana Kamen (Social show)
- World Next Top Model (Beauty Contest Show)

## MTV Alive
Avec sa réouverture en avril 2009, la MTV intègre un concept unique: MTV Alive.
MTV Alive consiste en 12 heures de diffusion en direct sans interruption, de 7 heures à 19 heures. Depuis 2014, MTV ALIVE est diffusée du Lundi au samedi de 8h00 a 14h00 et le dimanche de 10h30 a 14h00.